# Cégep de Granby
Pour les articles homonymes, voir Granby.
Le Cégep de Granby est une institution scolaire de niveau collégial publique (cégep), offrant des cours de formation préuniversitaire et technique, à environ 2 800 étudiants en 2024 à temps plein et à temps partiel. Le Cégep est situé à Granby, au Québec.

## Historique

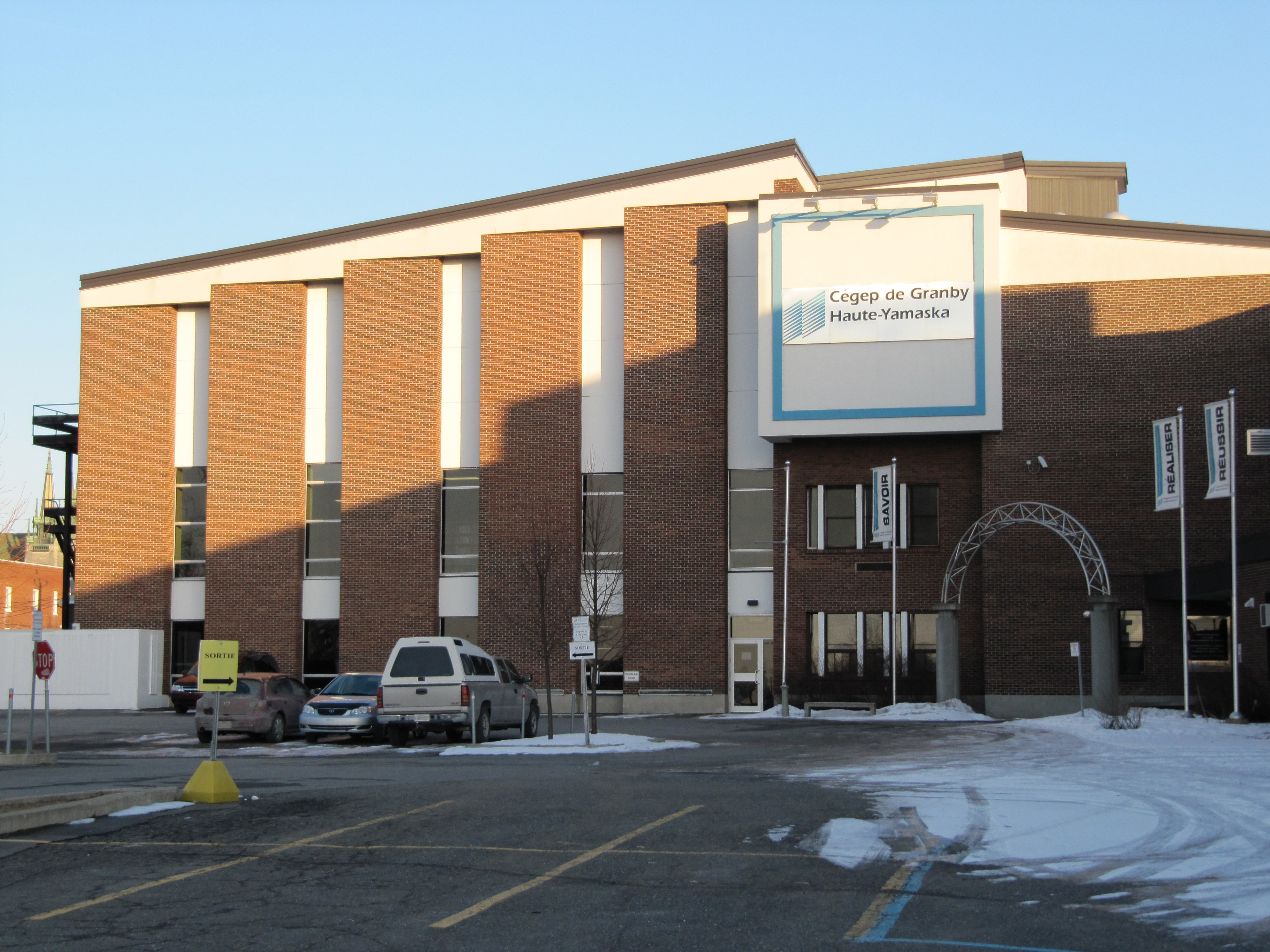
Entrée rue Saint-Antoine au bloc B

À la suite de l'adoption du projet de loi 60 à l'Assemblée nationale du Québec en 1967, divers cégeps furent créés. La ville de Granby n'a toutefois pas d'établissement de niveau collégial. À la suite d'une demande du ministre de l'Éducation Jean-Guy Cardinal et du ministre Armand Russell, on créera le Campus de Granby, relié au Cégep de Sherbrooke. Il ouvrira ses portes en septembre 1968 dans des locaux de l'école polyvalente Sacré-Cœur. Il ne comptera que 130 étudiants en la première année de son existence.
Comme le mentionne Émile Roberge, poète et enseignant de 1969 à 1986, qui a aussi été le premier directeur du Campus de Granby lors de sa fondation : « Tout était alors à construire. Beaucoup de cégeps sont nés de collèges classiques, d’écoles normales, (d'écoles d’infirmières dont la majorité étaient situées dans les hôpitaux ou dans un bâtiments adjacent),  etc. Nous, nous devions partir à zéro, avec un personnel réduit à sa plus simple expression. Nous relèverons le défi grâce au dévouement des professeurs et à l’extraordinaire bon esprit des étudiants ; grâce aussi à l’appui de la commission scolaire régionale Meilleur et des divers services du Cégep de Sherbrooke. »
De 1969 à 1977, on tentera de conserver l'enseignement offert par le Collège de Sherbrooke alors que ce dernier tentera plutôt de se décharger de son campus de Granby. À la recherche de locaux fixes, on achètera les locaux polyvalents de l'Immaculée-Conception en 1975. À la suite d'une étude démographique, on estimera que la population du Cégep ne pourra dépasser les 800 élèves.
C'est en 1977 qu'on inaugurera le Campus de Granby du Collège de Sherbrooke et que ce dernier sera responsable de ses propres finances. Dès cette année, le nombre d'élèves inscrits dépasse déjà les 1 000. Différents locaux hors-campus seront loués pour répondre aux besoins. En février 1980, le campus deviendra entièrement autonome et portera désormais le nom de Collège de Granby. Le précédent nom de Cégep de Granby Haute-Yamaska sera sélectionné en 1990-1991. Haute-Yamaska désigne la municipalité régionale de comté de La Haute-Yamaska dans laquelle se situe le Cégep. En 2014, le Cégep de Granby Haute-Yamaska simplifiera son nom pour devenir le Cégep de Granby  puisqu'il dessert un territoire plus vaste et qu'il souhaite poursuivre son flux de modernisation et faciliter les communications grâce à un nom plus court. L'établissement profitera de l'occasion pour rafraîchir son logo en modifiant la police, mais en conservant le livre stylisé qui symbolise ses valeurs.
Après deux ans de travaux, le 14 septembre 2019, le pavillon Notre-Dame ouvre ses portes au public.  Propriété de la Ville de Granby et louée en partie au Cégep de Granby, l’ancienne église Notre-Dame est transformée en salle multifonctionnelle et en pavillon pour la population étudiante de Techniques de génie mécanique et de Techniques de génie industriel. Les espaces lumineux du demi-sous-sol abritent maintenant des équipements à la fine pointe de la technologie. 
Le cégep participe au concours régional Science, on tourne depuis plusieurs années. L’équipe a par ailleurs gagné, en 2024, la 31e édition du concours sous le thème « Bras de fer » . En février 2024, le Cégep de Granby a accueilli un important tournoi d’improvisation du Réseau intercollégial des activités socioculturelles du Québec (RIASQ). Ce sont 12 équipes de différents établissements à travers la province de Québec qui se sont affrontées. Plus tôt dans cette même année, une nouvelle classe extérieure vouée à la pédagogie extérieure est inaugurée. 
Le Cégep de Granby ne pourra pas construire son nouveau gymnase comme prévu du a une baisse de financement, mais il utilisera une partie de l’argent pour rénover ses gymnases actuels. Les travaux, prévus pour 2026, incluront des améliorations aux planchers, plafonds, éclairage et ventilation.

## Lieux de formation
Les activités du Cégep de Granby sont réparties dans trois lieux de formation situés dans un rayon de 2,5 kilomètres. Il s’agit du :
Bâtiment principal 
Ce bâtiment regroupe la presque totalité des salles de cours et des départements, les laboratoires ainsi que tous les services (Carrefour de la réussite éducative, bibliothèque, Carrefour TIC, Auditorium, Service de l’organisation et du cheminement scolaire, etc.).
Il abrite également les locaux de l’École nationale de la chanson ainsi que les services à la population tels que :
- La Salle Blanche (salle de stimulation multisensorielle Snoezelen pour les enfants souffrant de troubles du développement) et le Hamac (halte-répit pour enfants diagnostiqués avec un trouble envahissant du développement), tous deux animés par des étudiants en Techniques d’éducation spécialisée, sous la supervision d’enseignants du programme.
- La clinique-santé où des prélèvements sanguins et divers autres soins sont prodigués par des étudiants en Soins infirmiers, sous la supervision d’enseignants du programme.

Pavillon E (Pavillon Notre-Dame)
- Aménagés en 2019, les salles de classe et les laboratoires situés dans l'ancienne église Notre-Dame accueillent principalement les groupes de Génie mécanique et de Génie industriel.

Pavillon X (Pavillon Le Corbusier)
- Ce pavillon est situé au Centre régional intégré de formation (CRIF). Il accueille le programme de Technologie du génie électrique : automatisation et contrôle  (salles de classe, machineries et équipements spécialisés, etc.).

Pavillon P
- L’édifice regroupe toutes les activités des Services aux entreprises (SAE).

## Structure administrative
Le Cégep de Granby est composé de cinq principales directions, sous l’autorité de la Direction générale, communications et affaires corporatives : 
- Direction des études :
  - Programmes et ressources à l’enseignement ;
  - Organisation et cheminement scolaires / Formation continue ;
  - Services aux entreprises ;
  - Services aux entreprises et reconnaissance des acquis.
- Direction des affaires étudiantes et des services à la communauté :
  - Carrefour de la réussite éducative.
- Direction des ressources humaines.
- Direction du service de l’informatique.
- Direction des services administratifs.

Le Cégep de Granby regroupe également 15 départements, qui relèvent de la Direction des études. Chacun est associé à une discipline spécifique ou englobe plusieurs disciplines. 

## Équipes sportives
Quinze équipes sportives de badminton, basket-ball, cross-country, flag-football, golf, hockey, soccer, et volley-ball représentent le Cégep de Granby. Elles portent, depuis 2023, le nom de L'Indigo. C'est le 23 mai 2023 que son nouveau logo, mettant de l'avant un cerf, fut dévoilé. En 2024, malgré le refus de RSEQ de classer les joueuses, une équipe de hockey féminin est mise en place. Elles ont joint la College Prospects Hockey League.
De 1969 à 2023, l’équipe sportive se nommait plutôt Inouk. Ce nom fut changé afin d’éviter l’instrumentalisation de la culture des Premières Nations .
Depuis 1986, le Cégep est membre de l'Alliance Sport-Études, un organisme offrant un soutien pédagogique aux athlètes québécois qui poursuivent des études au niveau collégial et universitaire.
Depuis l’hiver 2019, le cégep de Granby possède trois équipes de sports électroniques pour trois jeux distincts, soit League Of Legends, Overwatch 2 et Rocket League . 

## Association étudiante
L'Association des étudiantes et étudiants du Cégep de Granby (AEECG) est l'association représentant la communauté étudiante auprès de la direction du Cégep.

## Enseignants connus
- Émile Roberge, écrivain
- Aline Poulin, écrivaine
- Pierre-Philippe Lefebvre, enseignant de sociologie en sciences humaines[20]

## Galerie

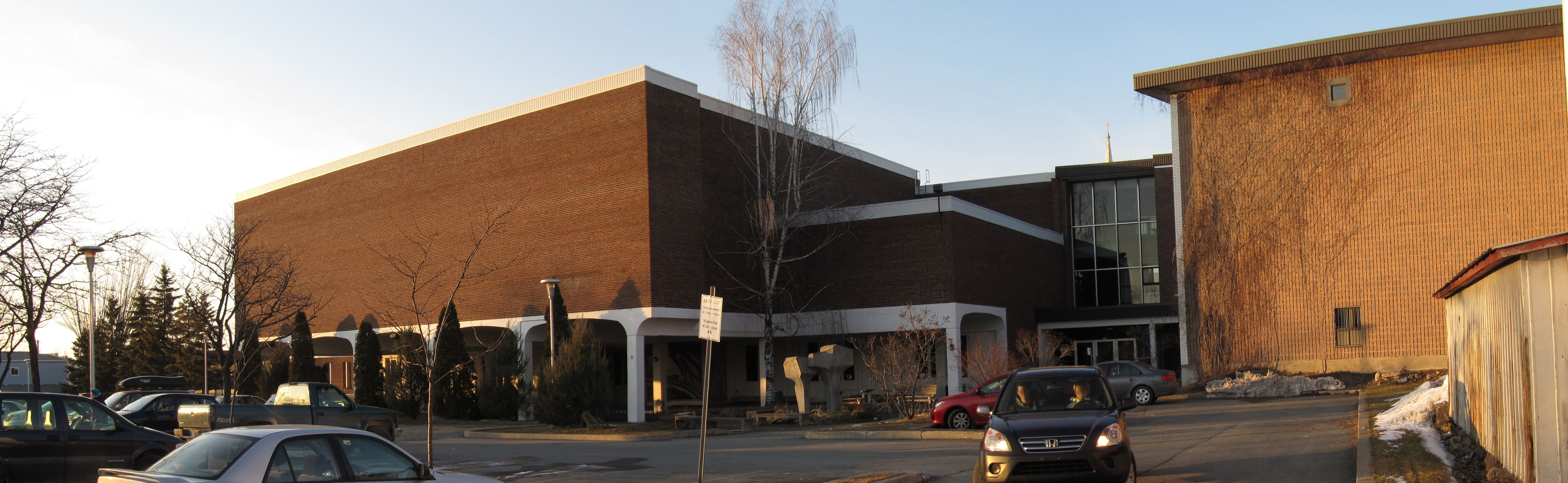
Entrée principale rue Saint-Jacques

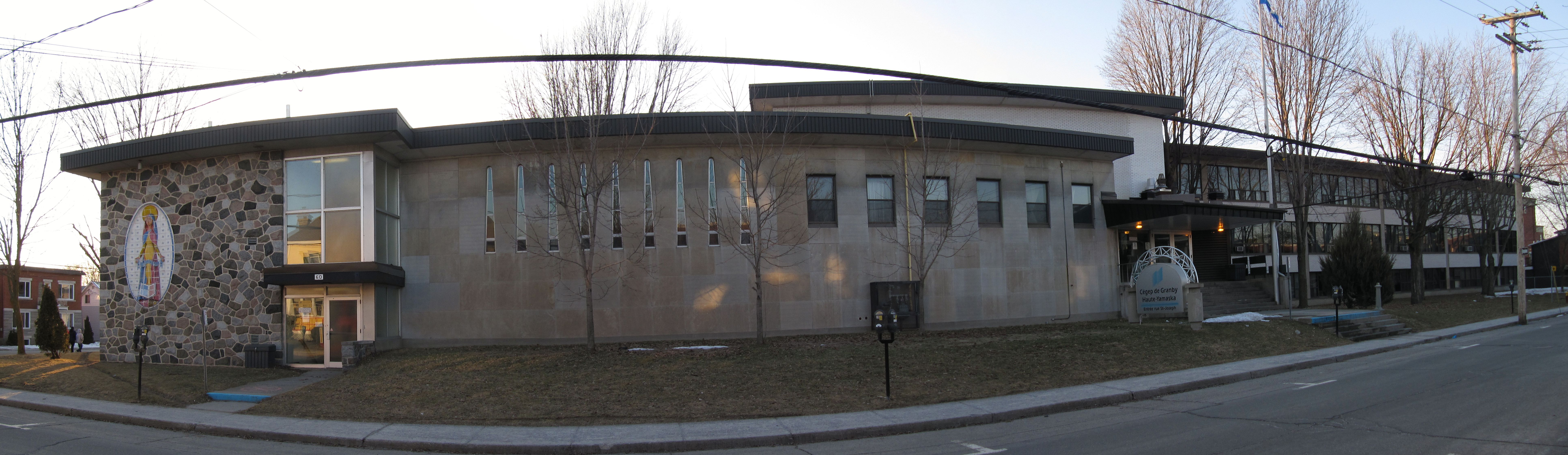
Entrée rue Saint-Joseph